# Radbourne
Radbourne est un village et une paroisse civile du Derbyshire, en Angleterre. Administrativement, il dépend du district du South Derbyshire.